# Esquema de Correio Aéreo do Império
O Esquema de Correio Aéreo do Império foi uma tentativa do Air Ministry da Grã-Bretanha de voltar a ganhar um posição forte no mundo da aviação civil, no final dos anos 30, depois do estabelecimento da Rota de Correio Aéreo, entre Cairo e Bagdade. O seu objectivo era o de providenciar uma ligação regular de correio aéreo entre os países do Império Britânico.